# Germana Pozzi Montandon
Germana Pozzi Montandon (Como, 20 luglio 1900 – Como, 14 ottobre 1984) è stata un'entomologa e pittrice su ceramica italiana.

## Biografia
Figlia di Léon Montandon e Marie Dubied originari del Cantone svizzero di Neuchâtel; si trasferiscono a Sagnino (Co) perché il padre, Léon, segue le fasi di costruzione di una nuova cementeria a Ponte Chiasso, per conto di una società svizzera creata dagli antenati Dubied. La fabbrica si chiama Fabbrica Nazionale Di Cemento Portand Montandon & C e poi Cementeria di Merone, è diretta dal padre Leon e poi dal fratello Carlo Leone
Vive in una famiglia di idee molto aperte e stimolanti, distanti dai cliché dell'epoca, fin da ragazza dimostra i suoi interessi per la natura, in particolare per l’Entomologia e la Botanica. Dotata di grande abilità manuale e sicuro buon gusto, frequenta per sette anni corsi di pittura su porcellana, presso un atelier di Losanna. Nel corso della vita ha dedicato vari periodi a tale attività pittorica, decorando piatti, vasi e forme diverse di porcellana, imitando antichi stili francesi. 
È stata una giovane sportiva, una delle prime sciatrici comasche, ma anche escursionista, ha affrontato salite con compagni uomini, allora una rarità
Sposata con Luigi Pozzi il 4 gennaio 1930 ha avuto due figli: Rodolfo (30.12.30) e Alberto (12.10.33).

## Collezionismo
È una appassionata entomologa e accresce costantemente la collezione grazie a frequenti “cacce”, armata di retino, in Italia, Svizzera e Francia, e scambi con colleghi di varie nazionalità, oltre che con viaggi in zone tropicali, effettuati con il marito Luigi. Ciò le permette, quando era ancora consentito, di raccogliere esemplari di fauna esotica di grande bellezza ed interesse.
Assidua frequentatrice della "Borsa degli Insetti" di Basilea, non bada a spese pur di assicurarsi farfalle e coleotteri rari, o comunque di interesse collezionistico. Tramite gli acquisti, anche presso privati, riesce a raggiungere una discreta rappresentanza di specie tropicali.
Compiuti gli 80 anni decide che passare la collezione al Museo Civico di Storia Naturale che la annette alla collezione generale del Museo. Alcune sue farfalle tropicali, vengono esposte a rotazione in sale aperte al pubblico.
Alla ricerca di particolari coleotteri, frequenta diverse grotte del Comasco, trasmettendo ai figli una delle sue altre passioni: la speleologia. Nel Buco della Nicolina (o Niccolina), una grotta del Pian del Tivano, raccoglie un coleottero cavernicolo, che si è rivelato appartenere ad una specie ancora sconosciuta. L’insetto è stato studiato e descritto scientificamente dallo studioso Bruno Bari, che gli ha assegnato il nome di Speotrechus (Boldoriella) pozziae; oggi modificato in Boldoriella pozziae.

## La collezione
Raccolse una grossa collezione di insetti, soprattutto coleotteri e lepidotteri, per un totale di poco più di 91.000 unità. La parte più interessante e cospicua della collezione è formata dai lepidotteri, di cui riunisce forme tropicali spettacolari, per dimensioni e colori, delle maggiori famiglie di ropaloceri, quali papilionidi, licenidi, ninfalidi, pieridi, morfidi, ecc.
Il carattere della raccolta esotica è prevalentemente "collezionistico" per l'assenza di grosse serie di esemplari, tranne poche eccezioni e per l'abbondanza di materiale particolarmente vistoso. Il materiale paleoartico, raccolto quasi interamente da lei stessa, è scientificamente molto interessante ed include varie forme rare.
La collezione occupa 451 grandi cassette di legno e 401 scatole di formato standard, tutte con vetro. Le prime contengono soprattutto le grosse specie esotiche, mentre le seconde racchiudono principalmente il materiale paleoartico che è più abbondante, ma meno vistoso. Vicino agli esemplari sono riportate anche brevi note come "raro", "rarissimo", "specie nota in pochi esemplari", "caro", "molto caro" che la Pozzi aveva scritto per dare maggior risalto alle forme più interessanti o costose.

## Mostre
Buona parte della sua collezione è stata esposta alla mostra Centomila insetti coleotteri e farfalle, curata dal Gruppo Naturalistico della Brianza - Canzo, tenutasi a Como, presso Villa Olmo dal 16 aprile al 2 maggio 1976
In occasione di MuseoCity (luglio-agosto 2020) nella mostra Antonietta Pizzoli Perrone e Germana Pozzi Montandon, due collezioni naturalistiche al femminile vengono alcuni esemplari significativi della sua collezione entomologica di lepidotteri esotici.

## Società Entomologica Italiana
Fin dal 1935 è stata socia della Società ed alla sua morte è ricordata sul suo Bollettino, sottolineando il suo impegno di collezionista pur non avendo pubblicato alcun articolo scientifico.

## Nel Soroptimist
Dagli archivi del Club di Como risulta iscritta alla associazione nel primo anno di vita 1954-1955.